# أكرم عبد الغني (لاعب كرة قدم مالديفي)
أكرم عبد الغني مواليد 19 مارس 1987 في المالديف، هو لاعب كرة قدم مالديفي يلعب مع نادي نيو راديانت كمدافع.

## المسيرة الاحترافية

### أندية لعب لها
- نادي نيو راديانت
- نادي في بي
- نادي فيكتوري
- نادي نيو راديانت

## روابط خارجية
- أكرم عبد الغني على موقع إي إس بي إن إف سي (الإنجليزية)
- أكرم عبد الغني على موقع قاعدة بيانات كرة القدم.إي يو (الإنجليزية)
- أكرم عبد الغني على موقع ناشيونال فوتبول تيمز (الإنجليزية)
- أكرم عبد الغني على موقع Soccerway.com (الإنجليزية)
- أكرم عبد الغني على موقع عالم كرة القدم.نت (الإنجليزية)